# Дзьобник береговий
Дзьобник береговий (Rhynchostegium riparioides) — вид мохів порядку гіпнобрієвих (Hypnales).

## Поширення
Ареал охоплює такі частини світу: Європа, Африка, Північна Америка, Південна Америка, Азія.
Поселяється в основному в оліготрофних і евтрофних водах, віддаючи перевагу вапняній воді. Він відносно нечутливий до евтрофікації. Зазвичай це відбувається у швидкоплинних, багатих киснем потоках і річках на скелях у затінених місцях біля поверхні.

## Характеристика

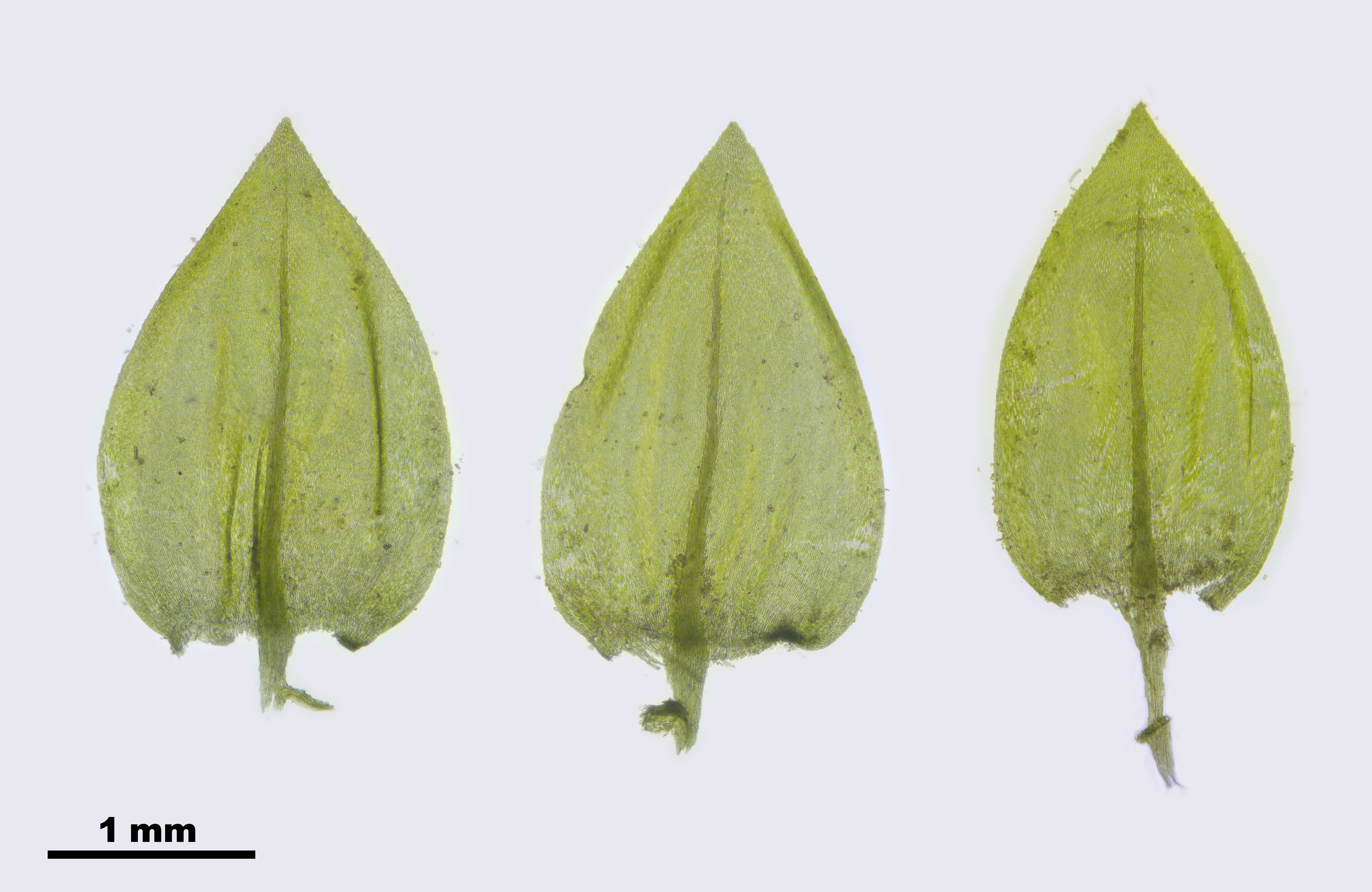

Міцні, до 15 см завдовжки, переплетені, блискучі рослини забарвлені в темно-зелений колір у нижній старшій частині, але яскраво-зелені — у верхній частині. Нерівномірно розгалужені стебла прилягають до субстрату ризоїдами. Листки, як вологі, так і сухі, мають яйцеподібну форму, вузькі, злегка порожнисті та завдовжки від 1.8 до 2.9 мм. Край листка зазубрений і часто злегка загнутий. Листкова жилка досягає приблизно 3/4 листка. Гладка червонувата ніжка несе вигнуту, овальну спорову коробочку. Спорогони зазвичай утворюються в помірній кількості між серпнем і квітнем.